# Suna
Suna (propis, običaj), jedno od zakonskih vrela osmanske države. Predstavlja normiranu praksa islamske predaje. Kuran je glavna sveta knjiga, ali suna je drugi izvor religijskih uputa.